# Capture de York Factory
Batailles
Baie d'Hudson
- Baie d’Hudson (1686)
- Fort Albany (1688)
- Fort Albany (1693)
- York Factory (1694)
- Baie d'Hudson (1697)

Québec et New York
- Lachine
- Schenectady
- Québec
- La Prairie
- Vallée Mohawk

Nouvelle-Angleterre, Acadie et Terre-Neuve
- Dover
- Pemaquid (1er)
- Salmon Falls
- Port Royal
- Fort Loyal
- Chedabucto
- York
- Wells
- Oyster River
- Baie de Fundy
- Pemaquid (2e)
- Chignectou
- Fort Nashwaak
- Terre-Neuve
- Haverhill

La capture de York Factory, en 1694, fait partie du conflit anglo-français en Amérique du Nord. En 1686, Pierre Le Moyne d'Iberville marche par voie terrestre jusqu'à la baie d'Hudson, et capture tous les postes de traites anglais sur la baie James. Il ne reste que York Factory qui était trop loin et pouvait seulement être atteint par la mer. En 1688, la Première Guerre intercoloniale débute et les navires étaient difficiles à avoir. En 1690, Iberville essaye de prendre York Factory mais est chassé par un navire anglais plus imposant. En 1694, le gouverneur Frontenac lui donne deux navires, le Salamandre et le Poli, pour pouvoir rejoindre la rivière Nelson le 14 septembre. Le fort est mis à siège et le 14 octobre, les Anglais se rendent. 
Parmi les 53 hommes qui se rendent, il y avait Henry Kelsey. Le poste est renommé le fort Bourbon. Puisqu'il était tard dans la saison, les Canadiens et leur captifs durent passer l'hiver ensemble. Lorsque les glaces subsistèrent, plusieurs de chaque côté étaient décédés du scorbut. Iberville attend, en espérant capturer les navires de ravitaillement. Vers septembre, voyant que les navires n'arrivaient pas, il quitte avec 70 hommes et prend la direction de La Rochelle avec une charge de fourrures de valeurs.
La victoire d'Iberville est annulée pour deux raisons. L'année précédente en (1693), les Anglais recapturent le fort Albany au sud de la baie James. Dix mois plus tard après le départ d'Iberville, trois frégates de la Royal Navy sous le commandement de William Allen recapturent York Factory.